# Município de Franklin (condado de Ross, Ohio)
Localização do Ohio nos E.U.A.
O município de Franklin (em inglês: Franklin Township) é um município localizado no condado de Ross no estado estadounidense de Ohio. No ano de 2010 tinha uma população de 1705 habitantes e uma densidade populacional de 18,58 pessoas por km².

## Geografia
O município de Franklin encontra-se localizado nas coordenadas 39° 12′ 52″ N, 82° 54′ 51″ O. Segundo a Departamento do Censo dos Estados Unidos, o município tem uma superfície total de 91.78 km², da qual 90,66 km² correspondem a terra firme e (1,22 %) 1,12 km² é água.

## Demografia
Segundo o censo de 2010, tinha 1705 pessoas residindo no município de Franklin. A densidade populacional era de 18,58 hab./km².